# Tetragonodes anopsaria
Tetragonodes anopsaria là một loài bướm đêm trong họ Geometridae.